# 博加蒂尼亞

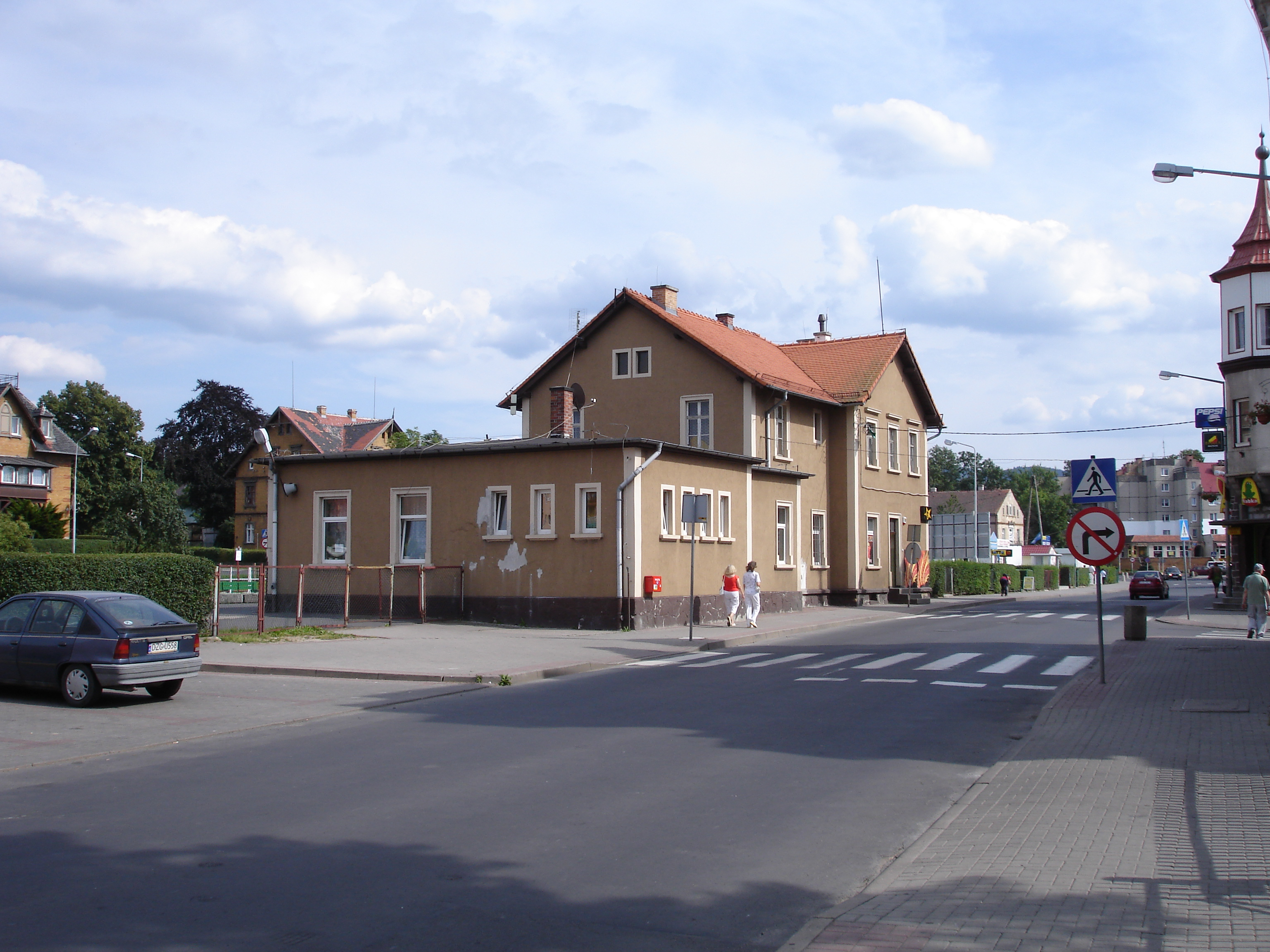

博加蒂尼亞（波蘭語：Bogatynia）是波蘭的城鎮，位於該國西部下西里西亞省，毗鄰與捷克和德國接壤的邊境，距離首府弗罗茨瓦夫147公里。面積59.94平方公里，2006年人口16,020。

## 名人
- 葛哈·李希特，1932年出生，德国视觉艺术家
- Sylwia Ejdys，1984年出生，波蘭田徑運動員

## 外部連結
- Official town website（页面存档备份，存于）
- Unofficial town website*（页面存档备份，存于）
- Old postcards of Reichenau/Bogatynia at www.werkowski.eu（页面存档备份，存于）
- Companies in Bogatynia/Bogatynia at www.firmy.bogatynia.net.pl

50°54′30″N 14°57′20″E / 50.90833°N 14.95556°E